# Sikandrarao
Sikandrarao es una ciudad y municipio situado en el distrito de Mahamaya Nagar en el estado de Uttar Pradesh (India). Su población es de 46038 habitantes (2011). 

## Demografía
Según el censo de 2011 la población de Sikandrarao era de 46038 habitantes, de los cuales 24050 eran hombres y 21988 eran mujeres. Sikandrarao tiene una tasa media de alfabetización del 64,99%, inferior a la media estatal del 67,68%: la alfabetización masculina es del 72,01%, y la alfabetización femenina del 57,33%.